# Estadio Agustín Muquita Sánchez
El Estadio Agustín "Muquita" Sánchez es un estadio de fútbol, localizado en el distrito de La Chorrera, en la Provincia de Panamá Oeste, Panamá. En el área conocida como Matuna, cuya capacidad es de aproximadamente 3,040 plazas; siendo el cuarto estadio de fútbol más grande del país. Su nombre es en homenaje al exfutbolista Agustín Eloy Sánchez, que pertenecía al Club Paraná.

## Historia
Desde sus inicios en 1963 era conocido como el "Estadio Matuna" o "La Cancha de La Cocobola", pero desde el 13 de enero de 1968 se le conoce bajo su nombre actual, acoge los partidos como locales de los equipos San Francisco Fútbol Club y Club Atlético Independiente de La Chorrera, de la Primera División de Panamá. Así mismo de la Sociedad Deportiva Panamá Oeste de la Liga Prom. Y hasta el año 2018 también fue sede del Santa Gema Fútbol Club y el Club Deportivo Vista Alegre (Sport West), estos últimos fueron inhabilitados como equipos por la Federación Panameña de Fútbol en 2017 y 2018 respectivamente. Ha albergado importantes juegos internacionales de la UNCAF. 
Su primer partido de selección internacional se realizó el 31 de marzo de 2009, fue el partido amistoso entre las selecciones de Panamá y Haití. Su primer partido de la Liga de Campeones de Concacaf se jugó el 29 de julio de 2009, entre el San Francisco FC y el San Juan Jabloteh. A su vez el primero de la Liga Concacaf fue el 2 de agosto de 2018 en el partido entre el Tauro FC (que ejercía de local) y el Real España de Honduras.

## Nombre
A este estadio siempre se le conoció como el Estadio de Matuna por estar ubicado en el barrio del mismo nombre, sin embargo a raíz de la repentina muerte del futbolista Agustín Eloy Sánchez (conocido como  'Muquita' ), que pertenecía al Club Paraná, del cual Natividad Aguilar era el presidente, en una reunión de Junta Directiva se le vino la idea de ponerle el nombre del muchacho al estadio.
Fue así como el 13 de enero de 1968, procedieron a colocar en la parte frontal del estadio una sencilla placa hecha de mármol que fue una iniciativa del Club Paraná.

## Remodelación
La reinauguración fue el 27 de marzo de 2009 y comenzó con la develación de la placa del estadio por parte del Presidente Martín Torrijos Espino, luego se realizaron diferentes actos protocolares como bailes autóctonos de la región, danzas y coreografías, bandas de música, también se realizó un partido amistoso entre el Deportivo Pifia vs. Glorias de San Francisco y la Previsora, para luego dar inicio al plato principal, el partido que ganara San Francisco Fútbol Club a su similar del Atlético Veragüense 2 goles a 1.
Fue remodelado nuevamente en el periodo de junio a agosto de 2016 colocándose una grama sintética nueva, aprobada por la FIFA, calificada como Quality Pro y siendo el quinto estadio en América Central y el primero en Panamá en utilizar este tipo de grama. Su última remodelación también abarcó el cambio de la cerca de ciclón mejoras a la estructura en general como pintura.

## Características
- Cancha sintética cuyo tipo de grama de juego es aprobada por la FIFA y conocida como Quality Pro, clasificado como 4 estrellas.
- Baños, vestidores, dormitorios, cuarto de enfermería, gimnasio, estacionamientos, butacas y oficinas administrativas.
- Graderías en la sección popular, y de butacas en la tradicional muralla, además de casetas para la transmisión.[5]
- Graderías con techo e iluminación.

## Partidos internacionales

### Selección Panameña
La selección panameña ha disputado un solo partido en La Chorrera, siendo este resultado una victoria. 
| Amistoso; 31 de marzo de 2009 | Panamá                        | 4:0 (1:0) | Haití |                                                       |                                                       |
|                               | Tejada 5' · Pérez 58' 73' 88' |           |       | Asistencia: 5,000 espectadores Árbitro(s): Juan Amaya | Asistencia: 5,000 espectadores Árbitro(s): Juan Amaya |

### Campeonato Sub-17 de la Concacaf de 2013
En 2013, Panamá fue la anfitriona del Campeonato Sub-17 de la Concacaf de 2013, la cual fue la 16.ª edición del torneo de fútbol en el cual participaron selecciones con jugadores menores de 17 años, que sirvió como clasificación a cuatro equipos de la Concacaf, los cuales asistieron a la Copa Mundial de Fútbol Sub-17 de 2013 que se disputará en Emiratos Árabes Unidos.
| Primera fase (Grupo B); 6 de abril de 2013 | Trinidad y Tobago | 0:2 (0:1) | Canadá                       |                                                                       |                                                                       |
|                                            |                   |           | Domínguez 41' · Hamilton 59' | Asistencia: 511 espectadores Árbitro(s): Juan Guzmán (Estados Unidos) | Asistencia: 511 espectadores Árbitro(s): Juan Guzmán (Estados Unidos) |

| Primera fase (Grupo A); Partido inaugural; 6 de abril de 2013 | Panamá     | 1:1 (0:1) | Jamaica       |                                                                            |                                                                            |
|                                                               | Molina 90' |           | Flemmings 40' | Asistencia: 2 100 espectadores Árbitro(s): Jesús Fabricio Morales (México) | Asistencia: 2 100 espectadores Árbitro(s): Jesús Fabricio Morales (México) |

| Primera fase (Grupo A); 8 de abril de 2013 | Jamaica                | 2:2 (1:2) | Barbados                        |                                                                |                                                                |
|                                            | Boyce 17' · Bailey 54' |           | Bryan 7' · Flemmings 37' (pen.) | Asistencia: 94 espectadores Árbitro(s): David Rubalcaba (Cuba) | Asistencia: 94 espectadores Árbitro(s): David Rubalcaba (Cuba) |

| Primera fase (Grupo B); 8 de abril de 2013 | Costa Rica | 0:2 (0:1) | Trinidad y Tobago     |                                                                    |                                                                    |
|                                            |            |           | Fortune 33' · Sam 79' | Asistencia: 195 espectadores Árbitro(s): Armando Castro (Honduras) | Asistencia: 195 espectadores Árbitro(s): Armando Castro (Honduras) |

| Primera fase (Grupo B); 10 de abril de 2013 | Canadá     | 1:1 (0:0) | Costa Rica |                                                                       |                                                                       |
|                                             | Boakai 76' |           | Torres 58' | Asistencia: 110 espectadores Árbitro(s): Jonathan Polanco (Guatemala) | Asistencia: 110 espectadores Árbitro(s): Jonathan Polanco (Guatemala) |

| Primera fase (Grupo A); 10 de abril de 2013 | Panamá           | 2:0 (1:0) | Barbados |                                                                         |                                                                         |
|                                             | Zorrilla 24' 79' |           |          | Asistencia: 2 000 espectadores Árbitro(s): Juan Guzmán (Estados Unidos) | Asistencia: 2 000 espectadores Árbitro(s): Juan Guzmán (Estados Unidos) |

| Cuartos de final; 13 de abril de 2013 | Canadá                                     | 4:2 (1:2) | Jamaica        |                                                                       |                                                                       |
|                                       | Gordon 38' 75' · Boakai 60' · Hamilton 79' |           | Stewart 5' 43' | Asistencia: 150 espectadores Árbitro(s): Juan Guzmán (Estados Unidos) | Asistencia: 150 espectadores Árbitro(s): Juan Guzmán (Estados Unidos) |

| Cuartos de final; 13 de abril de 2013 | Panamá                                | 4:2 (1:1) | Trinidad y Tobago       |                                                                      |                                                                      |
|                                       | Araya 35' · Zúñiga 62' · Díaz 79' 88' |           | Fortune 19' · Adams 80' | Asistencia: 2,100 espectadores Árbitro(s): Armando Castro (Honduras) | Asistencia: 2,100 espectadores Árbitro(s): Armando Castro (Honduras) |

## Partidos de clubes

### Finales nacionales
LPF
El Agustín "Muquita" Sánchez ha sido sede de dos finales del campeonato local a partido único, correspondientes al Torneo Apertura 2009 y Torneo Clausura 2020.
| Final Apertura 2009; 13 de diciembre de 2009 | C. D. Árabe Unido                                           | 3:2 (0:2) | Tauro F. C.   |                                                          |                                                          |
|                                              | Mendieta Jr. 14' · Nahil Carrol 77' · Orlando Rodríguez 89' |           | Pérez 28' 54' | Asistencia: 5.000 espectadores Árbitro(s): Rolando Vidal | Asistencia: 5.000 espectadores Árbitro(s): Rolando Vidal |

| Final Clausura 2020; 20 de diciembre de 2020 | C. A. Independiente                           | 3:1 (1:0) | San Francisco F. C. |                                                         |                                                         |
|                                              | Ariano 21' · Stephens 60' (pen.) 90+5' (pen.) |           | Hinestroza 89'      | Asistencia: Sin espectadores Árbitro(s): Oliver Vergara | Asistencia: Sin espectadores Árbitro(s): Oliver Vergara |

### Torneos amistosos
Copa Premier Centroamericana 2019-20
El Agustín "Muquita" Sánchez ha sido sede de un partido de fase de grupos con la participación del Deportivo Árabe Unido.
| Primera fase (Grupo B); 17 de julio de 2019 | C. D. Árabe Unido | 2:4 (1:1) | C. D. Olimpia                                                   |  |  |
|                                             | Cox 5', 78'       |           | Garrido 35' · Benguché 52' · Alvarado 60' (pen.) · Róchez 90+1' |  |  |